# Peter Maczollek
Peter Maczollek (* 1964 in Gelsenkirchen) ist ein führendes Mitglied des Motorrad- und Rockerclubs Bandidos und Buchautor. Einer breiteren Öffentlichkeit wurde er im Jahr 2010 durch den Handschlag mit Frank Hanebuth von den Hells Angels bekannt, der medienwirksam zusammen mit Götz von Fromberg inszeniert wurde, um eine Art „Friedensvertrag“ zwischen den beiden rivalisierenden Outlaw Motorcycle Gangs in Deutschland zu besiegeln.

## Leben
Peter Maczollek wuchs in Gelsenkirchen auf und schloss sich bereits im Alter von 14 Jahren mehreren Jugendgangs an. Er machte seinen Hauptschulabschluss und schloss eine Lehre als Schlosser ab. Er begann auf der Zeche zu arbeiten und in Rockerkreisen zu verkehren. Zunächst als Mitglied der Devil Snakes lernte er schließlich Leslav Hause kennen, der ihn zum Ghostrider’s MC brachte. Gemeinsam waren sie von Gelsenkirchen aus maßgeblich an der Ausbreitung des MCs beteiligt.
Beruflich verdingten sich die beiden gemeinsam als Wirtschafter eines Bordells sowie als Kneipenwirte. 1999 waren sie an den Verhandlungen zum Patchover der Ghostriders zu den Bandidos beteiligt. Während Hause zunächst als Vice-President Europe zu einem führenden Vertreter seines Clubs wurde, blieb Maczollek zunächst beim Chapter Gelsenkirchen. Nach verschiedenen clubinternen Problemen wurde Maczollek schließlich 2003 einer von zwei Deutschlandchefs, während Hause zum „Sargento des Armas Europe“ („Sergeant at Arms“, zuständig für „Bewaffnung“ und „Clubdisziplin“) wurde.
Aus den Vereinigten Staaten, dem Ursprungsland der Bandidos und der Hells Angels, wurde gleichzeitig die Rivalität zwischen den beiden Clubs importiert. Schon in den 1990er Jahren gab es in Europa Auseinandersetzungen, die oft als „Rockerkrieg in Skandinavien“ bezeichnet wurden. Die Polizei befürchtete ähnliche Vorfälle auch in Deutschland und tatsächlich gab es in den 2000er Jahren einige Auseinandersetzungen zwischen den beiden Clubs, denen oft eine Verstrickung in die Organisierte Kriminalität nachgesagt wird. Um diese Konflikte friedlich beizulegen, wurde 2010 eine Art Friedensschluss in den Medien inszeniert, der von Anwalt Götz von Fromberg notariell besiegelt wurde. Bei der Pressekonferenz reichten sich Frank Hanebuth von den Hells Angels und Peter Maczollek als Vertreter der Bandidos die Hand. Der versprochene Frieden hielt jedoch nur kurz.
2013 veröffentlichte Maczollek zusammen mit Leslav Hause das Buch Ziemlich böse Freunde – Wie wir die Bandidos in Deutschland gründeten, in der sie sowohl die Geschichte ihrer langjährigen Freundschaft sowie die Geschichte der Bandidos aus ihrer Sicht erzählen.

## Kriminelle Aktivitäten
Sowohl den Bandidos als auch Maczollek im Speziellen wurden kriminelle Aktivitäten nachgesagt. Laut den ermittelnden Behörden soll es zwar Verstrickungen mit dem Rotlichtmilieu und den Drogenhandel geben, doch als einzige Erkenntnisse hinsichtlich Maczolleks ließ sich bis 2012 feststellen, dass er zusammen mit Hause im Niedriglohnsektor Arbeitskolonnen für Schlachthöfe zusammenstellte.

## Werke
- Zusammen mit Leslav Hause: Ziemlich böse Freunde – Wie wir die Bandidos in Deutschland gründeten. Riva Verlag, München 2013, ISBN 978-3-86883-288-4.